# 王儒林
王儒林（1953年4月—），男，河南濮阳人，中华人民共和国政治人物。吉林农业大学农业经济专业毕业，吉林大学经济管理学院经济学硕士。中共第十七届中央候补委员，第十八届中央委员。曾任吉林省人民政府省长，中共吉林省委书记、省人大常委会主任，中共山西省委书记、省人大常委会主任。

## 生平

### 早年经历
1969年4月，王儒林响应中共中央号召赴吉林省抚松县插队落户，在露水河镇清水河大队当知青。1970年，进入露水河林业局当工人。1973年11月加入中国共产党。1975年，获推荐，进入吉林省直机关第一期青干班学习。学习结束后，进入吉林省农林办公室工作，并开启从政之路；期间，1980年至1985年间，在吉林农业大学农业经济专业学习。

### 仕途
早年长期在吉林省地方任职。1984年3月，由省委农研室‘下放’松原市前郭县工作；先后担任八郎乡党委副书记、书记，1985年7月，升任副县长。1986年11月，擢升共青团吉林省委副书记、党组副书记；1987年8月，升任共青团吉林省委书记。1991年，王儒林再次赴地方工作，历任中共四平市委副书记，中共通化市委副书记、市长，通化市委书记、市人大常委会主任。期间，于1990年至1993年，在吉林大学经济管理学院国民经济计划与管理专业学习，获经济学硕士学位。
1996年至1997年，王儒林在中共中央党校一年制中青年干部培训班进修。1997年12月，转任中共延边朝鲜族自治州委书记；并于1998年4月召开的中共吉林省委第七届委员会上，当选省委常委；此后，王儒林先后兼任省委政法委书记、吉林省常务副省长、中共长春市委书记等职。2007年5月，晋升吉林省委副书记、兼省委党校校长，并在同年的十七大上当选第十七届候补中央委员。2009年12月，接替韩长赋，出任吉林省省长。在十八大上当选第十八届中央委员。2012年12月，升任中共吉林省委书记，并于2013年1月31日在吉林省第十二届人民代表大会第一次会议上，当选吉林省人大常委会主任。
2014年9月，因山西官场塌方性腐败，时任中共山西省委书记袁纯清被调离，王儒林被中共中央空降至山西任省委书记，并在9月29日，当选山西省人大常委会主任。自2014年9月王儒林履新至2016年1月，山西省各级纪检监察机关立案28668起，处分31164人，包括结案处理和正在立案查处的厅局级干部129人，移送司法机关34人；结案处理和正在立案查处的县处级干部1565人，移送司法机关157人。2016年6月30日，卸任中共山西省委书记。
2016年7月2日，十二届全国人大常委会第二十一次会议任命王儒林为全国人大农业与农村委员会副主任委员。2018年1月，当选第十三届全国政协委员。2023年3月退休。

## 争议

### 两会念稿子事件
2014年3月10日，中共中央政治局常委、中央纪委书记王岐山参加全国两会吉林代表团审议并发言。在王发言后，吉林省委书记王儒林按流程作总结發言时，被王岐山要求“讲短点”。王儒林由于要照本宣科已经打印好的演讲稿，便回答“可能短不了”。王岐山便指着王儒林手中的稿子，批评道：“我刚才又没稿子，你怎么知道并事先打印出来那么多呢？这不是形式主义么？你不用念了！”事后，这一新闻被新京报等媒体报道后引起网络热议。但随后，遭到吉林省方面要求删除网络稿件。